# Південно-Мессояхське газоконденсатне родовище
Південно-Мессояхське газоконденсатне родовище – гігантське родовище у Тюменській області Росії, за півсотні кілометрів на схід від узбережжя Тазівської губи. Відноситься до Західно-Сибірської нафогазоносної провінції.

## Геологічна інформація
Найбільше значення на Південно-Мессояхському родовищі має поклад у верхньому пласті покурській свиті (ПК1), який відноситься до сеноманського ярусу (верхня крейда) та залягає на глибині біля 900 метрів. Також виявлені поклади у глибоких горизонтах покурської свити (апт-альб). Всього за родовищем рахується 2 газові та 5 газоконденсатних покладів, які відносяться до пластово-склепінного та масивного типів.
Колектори – пісковики з лінзовидними вкрапленнями глин та ваняків.
Станом на початок 2017 року початкові видобувні запаси вільного газу за російськими категоріями А+В+С1 оцінювались у 139 млрд м3. 

## Розробка
Родовище виявили в 1983 році.
Введення Південно-Мессояхінського у дослідно-промислову розробку припало на 2019 рік, при цьому спорудили установку підготовки газу продуктивністю 0,6 млн м3 газу та 90 тон конденсату на добу. Після переходу до промислової розробки максимальний річний рівень видобутку повинен досягнути 4,6 млрд м3 газу та 661 тисяча тон конденсату.
Видача продукції відбувається по перемичці завдовжки 7 км до газопроводу Пякяхінське – Находкінське. Газовий конденсат спрямовується на Пякяхінське родовище.
Проект розробки реалізує компанія «Лукойл».